# Пелтонова турбина
Пелтоновата турбина е турбина с постоянно налягане с парциално тангенциално впръскване. Коефициентът на полезно действие е 80% до 85%, при най-големите турбини дори 95%. Тази турбина била изобретена от Лестър Пелтон през 1880 г.

## Приложение
- Пелтонова турбина в Walchensee, Германия
- Оригиналният патент на Пелтон(Октомври 1880)
- Поглед отгоре на инсталирана Пелтонова турбина (courtesy Voith Siemens Hydro Power Generation)